# Ahmad Xah I Gudjarati

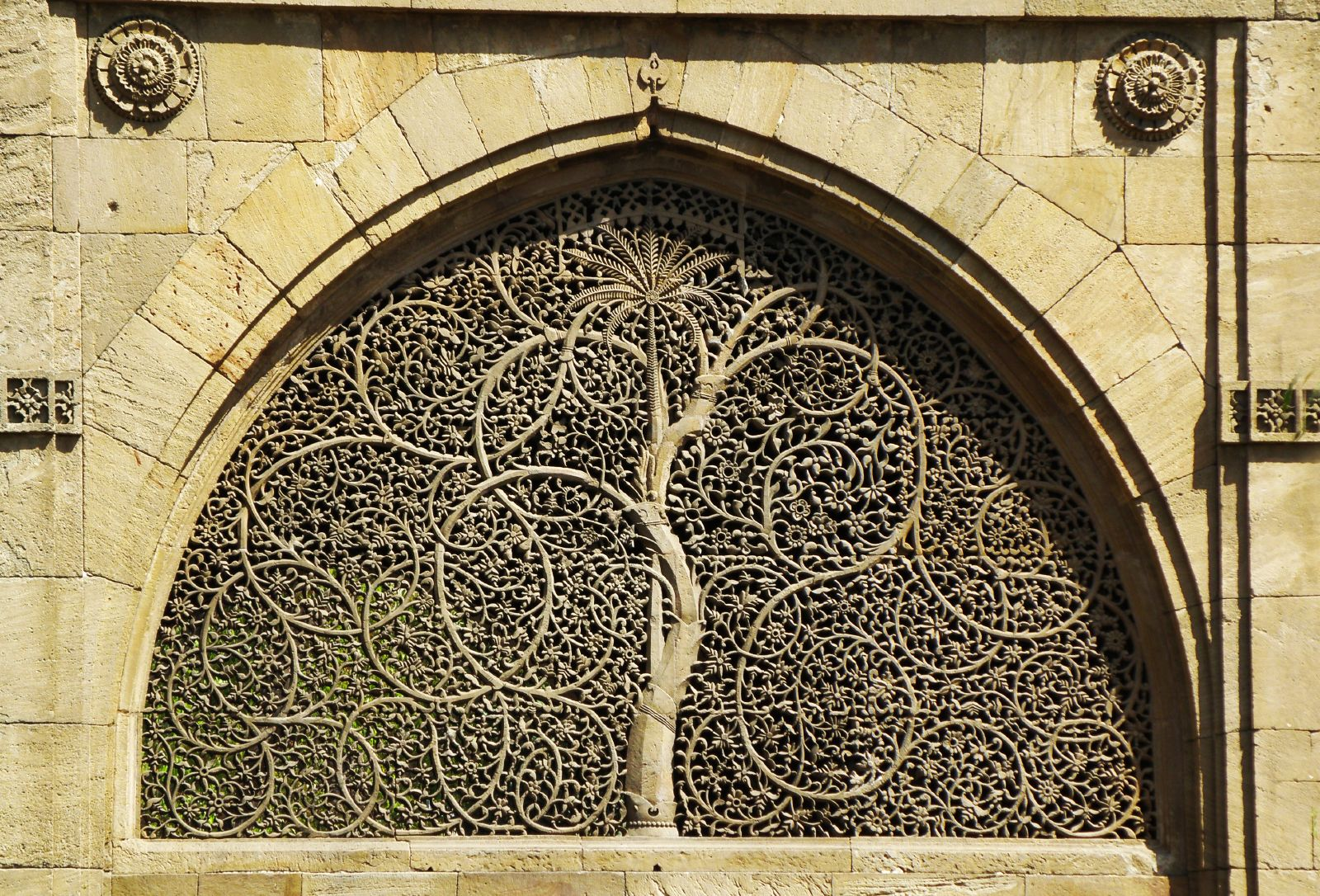
El famós jali de la Mesquita de Sidi Saiyyed construïda per Ahmad Shah, a Ahmedabad.

Ahmad Shah I fou sultà de Gujarat. Era fill de Tatar Khan i va succeir al seu avi Muzaffar Shah I Gudjarati a la seva mort el 1410. Va portar el lakab de Shihab al-Din.
El 1411 va fundar una nova capital a Ahmedabad o Ahmadabad, a la riba esquerra del riu Sanarmati.
El regnat d'Ahmad I va ser un seguit de guerres amb el prínceps rajputs veïns i els sobirans musulmans de Malwa, Khandesh i Dècan.
El 1414/1415 va atacar Junagarh que va haver de pagar tribut, estenent el domini de Gujarat des de les regions costaneres dominades, fins a la regió central de Sorath; el 1416 va enfrontar una coalició de caps rajputs del nord-oest que tenia el suport de Malwa, i va derrotar els col·ligats; el 1418 va imposar tribut a Campaner.
El 1417 al Khandesh, Malik Iftikar Hasan, germà de Nasr governador de Thalner, exercia el domini en aquesta regió com sobirà independent amb el suport de Gujarat; Nasir Khan, el sobirà de Khandesh, el va atacar (amb ajut de Malwa) i va conquerir Thalner (1417); Hasan fou empresonat; Khandesh i Malwa van envair llavors Gujarat i van ocupar Sultanpur, però el contraatac de Gujarat dirigit pel general Malik Turk va rebutjar als atacants; els gujaratis es van presentar davant Thalner que van assetjar i aquesta amenaça va obligar a Nasir a reconèixer la sobirania d'Ahmad I de Gujarat el 1417 rebent el títol de Khan.
Com que l'atac a Sultanpur havia tingut el suport d'Hushang de Malwa, Ahmad I va envair aquest regne (1419 i 1420) saquejant els districtes fronterers; el 1422 mentre Hushang feia una expedició contra Orissa, Ahmad va retornar a Malwa i va assetjar la capital Mandu durant mesos, però no la va poder ocupar; els dos exèrcits es van enfrontar a Sarangur sense resultat decisiu i Ahmad va retornar a la seva capital Ahmedabad.
Entre 1425 i 1428 va enfrontar al raja Punja d'Idar i per servir de base d'operacions va construir Ahmadnagar (modernament, al segle XX, Himatnagar) a uns 30 km d'Idar; el raja Punja va morir el 1428 i el seu fill va demanar la pau i va pagar tribut encara que en el futur els conflictes van seguir.
El 1429 un suposat raja de Jalawar de nom Raja Kanha (el nom del qual no consta a les llistes de rajes d'aquest principat) refugiat a Asirgarh (Khandesh) fou enviat pel sobirà d'aquest estat a demanar ajut als regne dels bahmànides i aquestos, els farúquides de Khandesh i Rana Kanha van atacar el districte de Nandurbar al Gujarat però foren rebutjats.
El 1430 el sultà de Gujarat va assolar en represàlia el Khandesh. El 1431 el sultà bahmànida va enviar un exèrcit a Gujarat per ocupar l'illa de Mahim (al costat de Bombai) que estava sota un príncep musulmà vassall de Gujarat, però l'exèrcit gujarati va atacar Thana, la principal ciutat de la costa del Konkan, i el territori bahmànida, i després de la seva conquesta van aconseguir la retirada de Malwa de l'illa de Mahim.
El 1432/1433 va fer la seva darrera campanya contra els veïns, atacant al raja de Pawagarh, saquejant Nandod i obligants als rajes de Dungarpur, Kotah i Bundi a pagar tribut, encara que sembla que finalment fou derrotat, cosa que no consta a les cròniques musulmanes.
Va morir l'agost de 1442. El va succeir el seu fill Muhammad Shah II Gudjarati.